# Фудзівара но Санейорі
Фудзівара но Санейорі (*藤原実頼, 900—970) — впливовий державний діяч Японії в період Хейан, сешшьо (регент) у 969—970 роках. Відомий також як «Ономія-доно» (за назвою власного маєтку).

## Життєпис
Походив з аристократичного роду Фудзівара, належав до куґе. Старший син Фудзівара но Тадахіри, сешшьо і кампаку, та Мінамото но Дзюнсі. Народився у 900 році. У 916 році призначено кокусі провінції Ава. У 917 році вступив на службу до Департаменту фінансів.
У 919 році вступив до Внутрішньої імператорської гвардії. 920 року призначено кокусі провінції Біттю. 921 року отримав молодший п'ятий ранг. 922 році призначено на посаду кокусі провінції Омі. У 926 році отримав старший п'ятий ранг. 927 року призначено кокусі провінції Кії. 928 році отримує молодший четвертий ранг. У 929 році очолив провінцію Харіму на посаді кокусі.
Кар'єрі сприяло отриманням батьком посади регента у 930 році, а з 941 року — кампаку (на кшталт канцлера). 930 року призначено імператорським радником та кокусі провінції Санукі. 933 році очолив кебіїші (корпус поліцейських комісарів). У 934 році надається молодший третій ранг. 939 року призначено старшим державним радником. У 943 році отримує старший третій ранг.
У 944 році призначено Правим міністром. У 947 році стає Лівим міністром, проте фактично вимушений був поступитися впливом своєму молодшому братові Моросуке, що був Правим міністром, який став тестем імператора Муракамі. У 949 році поєднував з Моросуке посаду великого державного міністра, керуючи державою замість хворого батька, який помер того ж року.
У 958 році отримав дозвіл пересуватися шляхами імперії на двоколці, що мали право лише імператор та члени його родини. У 960 році після смерті брата Моросуке здобув повну владу в державі. У 963 році очолив церемонію повноліття спадкоємця трону принца Норіхіто-шінно. Після сходження останнього під ім'ям Рейдзей у 967 році Фудзівара но Санейорі призначається кампаку. Водночас на противагу йому Лівим міністром призначається член імператорської родини Мінамото но Такаакіра.
У 969 році сприяв сходженню на трон імператора Ен'ю, ставши регентом. Тим самим посилив владу свого роду. Водночас зумів відсторонити Такаакіру від посади, передавши її братові Моротаді. Фудзівара но Санейорі перебував на посаді регента до самої смерті у 970 році. Посмертно отримав перший ранг.

## Творчість
Був автором численних віршів у стилі вака, які увійшли у власну збірку «Сейшінко-шю».

## Родина
Дружина — донька Фудзівара но Токіхіри
Діти:
- Фудзівара но Ацутосі (922—947)
- Фудзівара но Йорітада (924—989), кампаку у 977—986 роках
- Фудзівара но Тадатоші (928—973)
- Фудзівара но Кейші (д/н—942), дружина імператора Судзаку
- Фудзівара но Дзюсші (933—947), дружина імператора Муракамі
- донька, дружина Мінамото но Такаакіри